# Maribo (stacja kolejowa)
Maribo (duński: Maribo Station) – stacja kolejowa w miejscowości Maribo, w regionie Zelandia, w Danii. Znajduje się na Lollandsbanen prowadzącej z Nykøbing Falster do Nakskov. Stacja składa się z czterech torów.
Znajduje się tu również linia muzealna Maribo – Bandholm. Stacja zarządzana jest przez Regionstog.

## Linie kolejowe
- Lollandsbanen
- Maribo – Bandholm